# 라흐샨 바니 에테마드
라흐샨 바니 에테마드(페르시아어: رخشان بنی‌اعتماد, 영어: Rakhshan Bani Etemad, 1954년 4월 3일 ~ )는 이란의 영화 감독, 영화 각본가, 영화 제작자이다. 배우 바란 코사리의 어머니이다.